# Scrimă la Jocurile Olimpice de vară din 1980
Probele de scrimă la Jocurile Olimpice de vară din 1980 s-au desfășurat în perioada 22–31 iulie la sala de scrimă a CSKA la Moscova, Uniunea Sovietică.

## Clasament pe medalii
| Loc | Țară              | Aur | Argint | Bronz | Total |
| --- | ----------------- | --- | ------ | ----- | ----- |
| 1   | Franța            | 4   | 1      | 1     | 6     |
| 2   | Uniunea Sovietică | 3   | 3      | 2     | 8     |
| 3   | Suedia            | 1   | 0      | 0     | 1     |
| 4   | Ungaria           | 0   | 2      | 3     | 5     |
| 5   | Polonia           | 0   | 1      | 2     | 3     |
| 6   | Italia            | 0   | 1      | 0     | 1     |

## Evenimente

### Masculin
| Probă              | Aur                                                                                    | Argint                                                                                               | Bronz                                                                                                  |
| Spadă individual   | Johan Harmenberg (SWE)                                                                 | Ernő Kolczonay (HUN)                                                                                 | Philippe Riboud (FRA)                                                                                  |
| Spadă pe echipe    | Franța Philippe Riboud Patrick Picot Hubert Gardas Philippe Boisse Michel Salesse      | Polonia Piotr Jabłkowski Andrzej Lis Leszek Swornowski Ludomir Chronowski Mariusz Strzałka           | Uniunea Sovietică Așot Karagian Boris Lukomski Aleksandr Abușahmetov Aleksandr Mojaev Vladimir Smirnov |
| Floretă individual | Vladimir Smirnov (URS)                                                                 | Pascal Jolyot (FRA)                                                                                  | Aleksandr Romankov (URS)                                                                               |
| Floretă pe echipe  | Franța Didier Flament Pascal Jolyot Bruno Boscherie Philippe Bonin Frédéric Pietruszka | Uniunea Sovietică Aleksandr Romankov Vladimir Smirnov Sabirjan Ruziev Așot Karagian Vladimir Lapițki | Polonia Adam Robak Bogusław Zych Lech Koziejowski Marian Sypniewski                                    |
| Sabie individual   | Viktor Krovopuskov (URS)                                                               | Mikhail Burțev (URS)                                                                                 | Imre Gedővári (HUN)                                                                                    |
| Sabie pe echipe    | Uniunea Sovietică Mikhail Burțev Viktor Krovopuskov Viktor Sideak Vladimir Nazlîmov    | Italia Michele Maffei Mario Aldo Montano Marco Romano Ferdinando Meglio                              | Ungaria Imre Gedővári Rudolf Nébald Pál Gerevich Ferenc Hammang György Nébald                          |

### Feminin
| Probă              | Aur                                                                                                  | Argint                                                                                            | Bronz                                                                                    |
| Floretă individual | Pascale Trinquet (FRA)                                                                               | Magda Maros (HUN)                                                                                 | Barbara Wysoczańska (POL)                                                                |
| Floretă pe echipe  | Franța Brigitte Latrille-Gaudin Pascale Trinquet Isabelle Begard Veronique Brouquier Christine Muzio | Uniunea Sovietică Valentina Sidorova Nailia Giliazova Elena Belova Irina Ușakova Larisa Țagaraeva | Ungaria Ildikó Schwarczenberger Magda Maros Gertrúd Stefanek Zsuzsanna Szőcs Edit Kovács |

## Țări participante
182 de trăgători (133 de bărbăti și 49 de femei) din 20 de țări au participat la Moscova 1980.
- Algeria (1)
- Australia (3)
- Belgia (3)
- Bulgaria (4)
- Cehoslovacia (7)
- Cuba (12)
- Danemarca (1)
- Finlanda (5)
- Franța (16)
- Italia (13)
- Kuweit (9)
- Liban (2)
- Marea Britanie (11)
- Polonia (18)
- Germania de Est (14)
- România (18)
- Spania (4)
- Suedia (6)
- Ungaria (18)
- Uniunea Sovietică (17)

## Legături externe
- Statistice Arhivat în 5 octombrie 2008, la Wayback Machine. pe Sports Reference